# Theta2 Crucis
Theta2 Crucis (θ2 Cru) es una estrella en la constelación de la Cruz del Sur de magnitud aparente +4,72.
Comparte la denominación de Bayer «Theta» con Theta1 Crucis, siendo la separación visual entre ambas estrellas de 12,5 minutos de arco.
No están físicamente relacionadas, pues mientras Theta2 Crucis se encuentra a 854 ± 78 años luz del sistema solar, Theta1 Crucis se halla unas tres veces más cerca.
Theta2 Crucis es una subgigante blanco-azulada de tipo espectral B2IV.
Su temperatura superficial es de 21.150 K y su luminosidad bolométrica —en todas las longitudes de onda— es 7733 veces superior a la del Sol.
Con un radio 5,6 veces más grande que el radio solar, gira sobre sí misma con una velocidad de rotación proyectada de 25 km/s.
Tiene una masa estimada entre 8,9 y 9,5 masas solares, por lo que está en el límite que separa aquellas estrellas que acaban su vida explosionando como supernovas, de aquellas que, de forma menos violenta, se extinguen como enanas blancas masivas.
Su edad se cifra en 18,5 ± 2,5 millones de años.
Theta2 Crucis es una binaria espectroscópica —su duplicidad ha sido establecida por el desplazamiento Doppler de sus líneas espectrales— con un período orbital de 3,428 días.
Aunque en el pasado fue catalogada como variable Beta Cephei, hoy dicha variabilidad está descartada.
Igualmente se pensó que podía formar parte de la Asociación estelar Scorpius-Centaurus pero hoy se la considera miembro del «Cinturón de Gould», anillo parcial de estrellas masivas de reciente formación de unos 3000 años luz de diámetro.